# Nadeschda Jurjewna Ljubimowa
Nadeschda Jurjewna Ljubimowa (russisch Надежда Юрьевна Любимова, * 28. Dezember 1959 in Sankt Petersburg) ist eine ehemalige sowjetische Ruderin.

## Biografie
Nadeschda Ljubimowa war Teil der sowjetischen Crew, die bei den Olympischen Sommerspielen 1980 in Moskau Silber in der Regatta mit dem Doppelvierer gewann. Zur Besatzung gehörten neben Ljubimowa auch: Jelena Matijewskaja, Olga Wassiltschenko, Antonina Pustowit und Steuerfrau Nina Tscheremissina.